# قطعنامه ۱ شورای امنیت
قطعنامهٔ ۱ شورای امنیت سازمان ملل متحد، که در ۲۵ ژانویه ۱۹۴۶ (۵ بهمن ۱۳۲۴) تصویب شد، سندی بین‌المللی دربارهٔ هیئت کارمندان نظامی است. به موجب مفاد این قطعنامه می‌بایست هیئت کارمندان نظامی سازمان ملل متحد تشکیل شود. این قطعنامه نخست توسط ارتش بریتانیا و در ۱ فوریه ۱۹۴۶ در لندن به مرحلهٔ اجرا درآمد.